# Ветров, Николай Петрович
Николай Петрович Ветров (20 декабря 1956) — российский автогонщик, выступавший в классе Формула 1600. Мастер спорта.
На данный момент является президентом команды Formula Z и менеджером пилота Сергея Сироткина. 
Был менеджером Виктора Шайтара. 
В 2004 году выступил инициатором строительства гоночной трассы международного уровня в Орловской области, однако реализовать идею не удалось.

## Карьера
- 1986 — Кубок ЦАМК, Рига, Бикерниеки, третье место
- 1998 — Чемпионат и Кубок России «Формула-1600», Вице-Чемпион России.
- 1999 — Чемпионат и Кубок России «Формула-1600», бронзовый призёр Чемпионата России.
- 1999 — Чемпионат и Кубок России «Формула-1600», бронзовый призёр Чемпионата России.
- 2000 — Чемпионат и Кубок России «Формула-1600», Вице-Чемпион России.
- 2001 — Чемпионат и Кубок России «Формула-1600», бронзовый призёр Чемпионата России.
- 2002 — Чемпионат и Кубок России «Формула-1600», Вице-Чемпион России.
- 2012 — Чемпионат и Кубок России «Формула-Россия», 14 место.
- 2015 — Moscow Classic Grand Prix, 3 этап, класс «Формула-1600», бронзовый призёр.[6]